# バラフートの井戸
バラフートの井戸（バラフートのいど、阿: بئر برهوت、bʾir brhūt、英: Well of Barhout）は、イエメン、ハドラマウトにあるシンクホールである。地獄の井戸(Well of Hell)というあだ名も付けられている。
大きさは直径約30メートル、深さは100～250メートルの間だと考えられている。
マフラ県地質調査・鉱物資源局局長のサラ・バブヘアによれば、この洞窟システムは酸素が少なく、換気もされていない。同氏は穴は数百万年前から存在しているとし、さらなる調査が必要だと話している。
その最深部からは悪臭が立ち込めており、地元では「悪魔の牢獄」とも言われている。近隣住民らは恐れを抱いており、穴を訪れることはおろか、話すことさえ少ないという。
2021年9月、洞窟探検家らが深さ約112メートルを降下し内部を探索した。探検隊はセンサーを持ち込み確認したが、酸素は通常レベルで空気も無毒であった。水滴が滴ることでできる石筍と洞窟真珠、生きた多数のヘビ、鳥の死骸を発見したが精霊・魔神であるジンは見当たらなかった。